# كولي ميسيمو
كولي ميسيمو (بالإنجليزية: Cole Missimo)‏ (15 فبراير 1993 بدالاس في الولايات المتحدة - ) هو لاعب كرة قدم أمريكي في مركز الوسط. لعب مع فيلادلفيا يونيون وبثلهام ستييل.